# Clindamicina
La clindamicina (DCI) es un antibiótico semisintético producido por la sustitución del grupo 7(R)-hidroxilo por cloro en la posición 7(S) del compuesto madre, lincosamidas y derivado de lincomicina por la sustitución de un átomo de cloro por un grupo Hidroxilo (HO). Es más eficaz contra las infecciones que implican los tipos siguientes de organismos:
- Cocos gram-positivos aerobios, incluyendo algunos estafilococos y estreptococos (eg. neumococos).
- Bacilos gram-negativos anaerobios, incluyendo algunos miembros de los géneros de Bacteroides y de Fusobacterium.

Se utiliza sobre todo para tratar las infecciones causadas por las bacterias anaerobias susceptibles. Tales infecciones pudieron incluir infecciones como la septicemia y la peritonitis. En pacientes alérgicos de la penicilina, la clindamicina se puede utilizar para tratar infecciones aerobias susceptibles. También se utiliza para tratar las infecciones del hueso causadas por Staphylococcus aureus. El fosfato de clindamicina (tópico) se puede utilizar para tratar acné grave.

## Formas disponibles
La clindamicina se administra comúnmente en cápsulas como clorhidrato o en suspensión oral como clorhidrato del palmitato. Está también disponible para la inyección intravenosa como fosfato. En preparaciones tópicas la clindamicina está como clorhidrato o fosfato.

## Mecanismo de acción
La clindamicina tiene un efecto bacteriostático. Interfiere con la síntesis de las proteínas, en una manera similar a la eritromicina y cloranfenicol, uniéndose a la subunidad 50S del ribosoma bacteriano. Esto causa el antagonismo si son administrados simultáneamente y hace posible una resistencia cruzada.

## Farmacocinética
Casi toda la clindamicina oral (aproximadamente 90%) administrada se absorbe del tracto gastrointestinal, alcanza su concentración máxima (2 a 3 μg/ml) tras 1 hora en una dosis de 150 mg. 
Se distribuye extensamente a través del cuerpo, excepto en el sistema nervioso central y se une en un 90% a las proteínas. Este fármaco no es inactivado por el ácido gástrico y las concentraciones plasmáticas no se modifican mayormente cuando se administra con alimentos. La clindamicina se distribuye en muchos sitios del cuerpo incluyendo: bilis, hueso, sinoviales, saliva, próstata y pleura y también se acumula en PMN, macrófagos y abscesos. La Clindamicina atraviesa la barrera placentaria y aparece en la leche materna, es parcialmente metabolizada en el hígado y su excreción es biliar y renal. 
El fosfato de clindamicina, como inyección, es inactivo, pero se hidroliza rápidamente en la sangre y la clindamicina se activa. Las altas concentraciones de clindamicina se pueden encontrar en la bilis (100 veces superiores a las concentraciones en plasma).

## Metabolismo
La mayoría de la clindamicina se metaboliza en el hígado, y algunos de sus metabolitos son activos, por ejemplo N-dimetil y los disulfóxido metabolitos, y algunos son inactivos. La vida media de la clindamicina es de 2 a 3 horas. La clindamicina activa y sus metabolitos se excretan sobre todo en la orina y algo en la bilis.

## Efectos secundarios
Los efectos secundarios comunes son principalmente desórdenes gastrointestinales. La clindamicina puede causar una complicación frecuentemente anotada en los libros: colitis pseudomembranosa, que es causado por el bacilo oportunista Clostridium difficile que prolifera cuando las bacterias sensibles y flora saprofita a la clindamicina han sido eliminadas, permitiendo que el C. difficile sobre-prolifere y que cause la inflamación. La colitis pseudomembranosa en la mayoría de las veces, es un tipo de complicación en infecciones nosocomiales, pero la suspensión del tratamiento además de las medidas adecuadas de apoyo, incluyendo la administración de vancomicina o metronidazol, revierten este efecto. Los síntomas de la colitis pseudomembranosa pueden manifestarse tanto durante como después del tratamiento antimicrobiano.

## Indicaciones
Está indicado para algunas infecciones de:
- Piel y partes blandas; por infección por cocos grampositivos aerobios y anaerobios.
- Vías respiratorias; por infecciones del pulmón y espacio pleural por anaerobios, en sustitución a la penicilina.
- Otras; como infecciones de Toxoplasma gondii en inmunosuprimidos.